# هارفي سالم
هارفي سالم (بالإنجليزية: Harvey Salem)‏ هو لاعب كرة قدم أمريكية أمريكي، ولد في 15 يناير 1961 في بيركيلي في الولايات المتحدة.

## وصلات خارجية
- هارفي سالم على موقع مرجع كرة القدم المحترفة.كوم (الإنجليزية)